# Marcel Beyer
Pour les articles homonymes, voir Beyer.
Marcel Beyer (né le 23 novembre 1965 à Tailfingen dans le Bade-Wurtemberg) est un écrivain allemand.

## Biographie
Il grandit à Kiel et Neuss. Il étudie en 1987-1991 à l'université de Siegen l'allemand, l'anglais, la littérature. Son travail de maîtrise en 1992 porte sur l'auteure autrichienne Friederike Mayröcker.
À partir de 1989, il publie avec Karl Riha la série Vergessene Autoren der Moderne (Auteurs oubliés de la modernité). Il participe aux magazines Konzepte et Spex.
Dès 1987, il publie une vingtaine d'ouvrages, dont des poèmes, des essais, des romans, des enregistrements de performances.
 
Il se déclare influencé par Friederike Mayröcker et le nouveau roman français.

## Œuvres

### Œuvres traduites en français
- 1997 : Voix de la nuit [« Flughunde »], trad. de François Mathieu, 279 p., Paris, Éditions Calmann-Lévy •  (ISBN 2-7021-2753-3)
- 2010 : Kaltenburg [« Kaltenburg »], trad. de Cécile Wajsbrot, coll. « Bibliothèque allemande », 362 p., Paris, Éditions Métailié •  (ISBN 978-2-86424-720-3)
- 2018 : Secrets[1],[2], trad. de Cécile Wajsbrot, coll. « Bibliothèque allemande », 272 p., Paris, Éditions Métailié •  (ISBN 979-1-02260-806-0)

## Adaptation en bande dessinée
L'illustratrice et dessinatrice autrichienne Ulli Lust a adapté son roman Voix de la nuit [(de) Flughunde ] en bande dessinée. Fin décembre 2014, pour le magazine Télérama, l'album fait partie des « 10 meilleures BD de l’année 2014. »
- (de) Marcel Beyer et Ulli Lust, Flughunde, Suhrkamp Verlag, avril 2013, 364 p. (ISBN 978-3-518-46426-7)

- Édition française : Marcel Beyer et Ulli Lust, Voix de la nuit, éditions Çà et là, septembre 2014, 364 p. (ISBN 978-2-36990-203-4)

## Récompenses et distinctions
- 2001 : Prix Heinrich Böll
- 2016 : Prix Georg-Büchner
- 2021 : Prix Friedrich Hölderlin